# Emma E. Hickox
Emma E. Hickox (* 11. April 1964 in London) ist eine britische Filmeditorin.
Sie ist die Tochter des britischen Filmregisseurs Douglas Hickox. Ihre Mutter, Anne V. Coates, war ebenfalls eine Editorin. Ihre Brüder, Anthony Hickox und James D.R. Hickox, waren auch als Regisseure aktiv.
Als eigenständige Editorin ist Emma E. Hickox seit 1992 im Bereich Filmschnitt tätig und war seither an mehr als 30 Produktionen beteiligt.

## Filmografie (Auswahl)
- 1992: Miracle Beach – Sonne, Sex und 1.000 Träume (Miracle Beach)
- 1994: The Crew – Fahrt ins Ungewisse (The Crew)
- 1996: Dead Girl
- 1997: Ohne Gewissen (This World, Then the Fireworks)
- 1998: Liebe in Zeiten des Krieges (The Brylcreem Boys)
- 2001: Dark Species – Die Anderen (The Breed)
- 2001: Borderline – Kein Weg zurück (On the Borderline)
- 2001: Tangled
- 2002: Nur mit dir (A Walk to Remember)
- 2002: Blue Crush
- 2003: Honey
- 2004: Modigliani
- 2005: The Jacket
- 2005: Kinky Boots – Man(n) trägt Stiefel (Kinky Boots)
- 2007: Blood and Chocolate
- 2007: Geliebte Jane (Becoming Jane)
- 2007: How About You
- 2008: The Edge of Love
- 2009: Radio Rock Revolution (The Boat That Rocked)
- 2009: Die Girls von St. Trinian 2 – Auf Schatzsuche (St. Trinian’s 2: The Legend of Fritton’s Gold)
- 2010: Worried About the Boy (Fernsehfilm)
- 2012: Rock of Ages
- 2013: Christmas Candle – Das Licht der Weihnacht (The Christmas Candle)
- 2016: Himmelskind (Miracles from Heaven)
- 2016: Bad Moms
- 2018: Dumplin’
- 2019: Was Männer wollen (What Men Want)
- 2020: Holidate
- 2021: Resort to Love
- 2022: Verwünscht nochmal (Disenchanted)
- 2023: Wonderwell – Violets magische Reise (Wonderwell)
- 2025: G20